# Isaac Bayley Balfour
Isaac Bayley Balfour, född den 31 mars 1853 i Edinburgh, död den 30 november 1922 i Haslemere, var en brittisk botaniker. Han blev Fellow of the Royal Society och tilldelades 1919 Linnean Medal.
Auktorsnamnet Balf.f. kan användas för Isaac Bayley Balfour i samband med ett vetenskapligt namn inom botaniken; se Wikipediaartiklar som länkar till auktorsnamnet.